# Carreras Cigarette Factory
Pour les articles homonymes, voir Carreras.
La Carreras Cigarette Factory est un grand bâtiment Art déco situé à Camden, à Londres. Il est connu comme un exemple frappant de l'architecture néo-égyptienne du début du XXe siècle. Le bâtiment a été érigé en 1926-1928 par la Carreras Tobacco Company, propriété de l'inventeur et philanthrope juif russe Bernhard Baron, dans le jardin communal de Mornington Crescent. Il mesure 168 mètres de long et est principalement blanc.
L'ornementation de style égyptien distinctif du bâtiment comprenait à l'origine un disque solaire au Soleil-dieu Ra, deux gigantesques effigies de chats noirs flanquant l'entrée et des détails peints colorés. Lorsque l'usine a été transformée en bureaux en 1961, les détails égyptiens ont été perdus, mais ils ont été restaurés lors d'une rénovation à la fin des années 1990, et des répliques des chats ont été placées à l'extérieur de l'entrée .

## Histoire
Alors que la demande de cigarettes augmentait pendant la Première Guerre mondiale, la Carreras Tobacco Company a étendu ses activités dans les années 1920, comme de nombreuses autres sociétés de tabac. Carreras avait dépassé les capacités de son usine de cigarettes Arcadia à City Road, à Londres, alors elle a fermé l'usine et a ouvert une nouvelle usine Arcadia en 1928 à Mornington Crescent, dans le quartier de Camden.

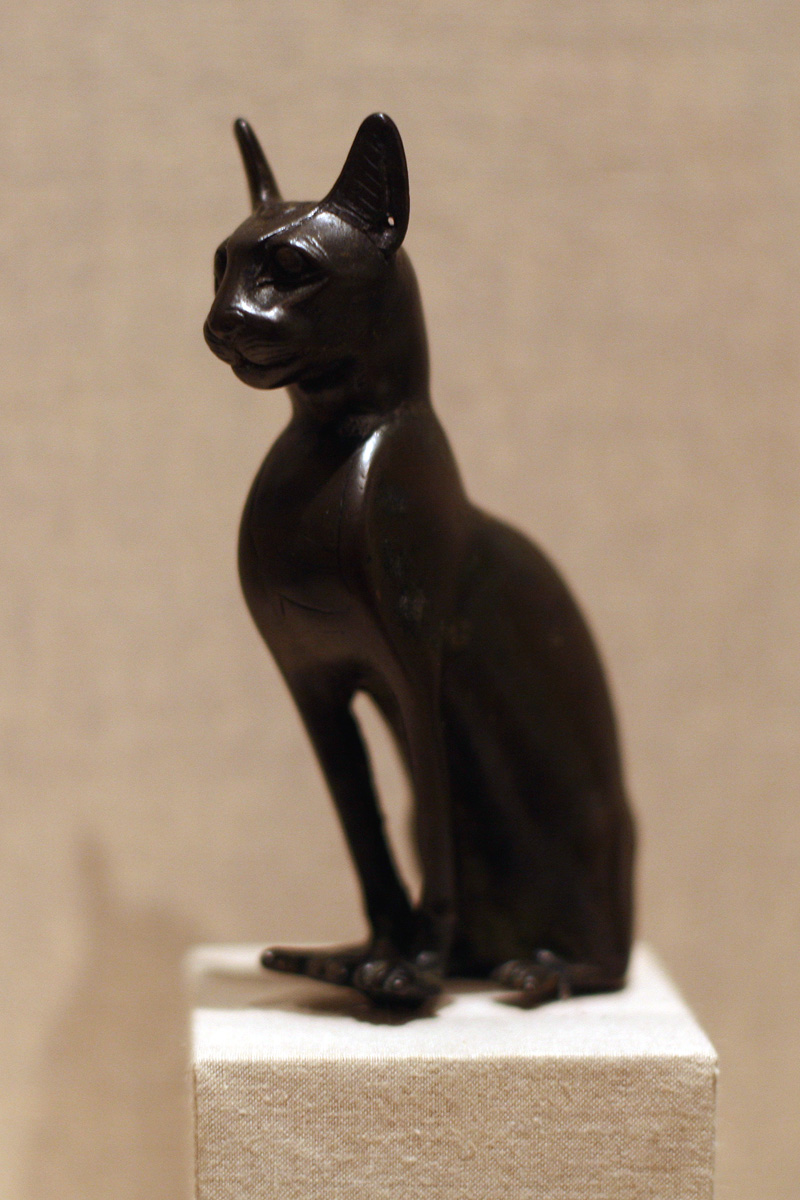
Statue de Bastet (664–342 av. J.-C.)

Les architectes des Camden Arcadia Works étaient Marcus Evelyn Collins et OH Collins, ainsi qu'Arthur George Porri (1877–1962), qui a adapté les plans de Collins. Le dessin a été fortement influencé par la mode contemporaine des bâtiments de style égyptien et des arts décoratifs. Le bâtiment Carreras a été conçu quatre ans après l'expédition d'Howard Carter de 1922 qui a découvert le tombeau de Toutankhamon, qui avait popularisé les thèmes égyptiens dans l'esprit de nombreux architectes Art Déco à l'époque . La vogue de l'Art déco égyptien a également été suscitée par des expositions architecturales à l'Exposition de Paris de 1925, ainsi que par diverses représentations spectaculaires d'Hollywood de l'Égypte ancienne . Collins, Collins et Porri se sont également inspirés des expositions du British Museum. Les commentateurs de l'architecture ont également émis l'hypothèse que l'utilisation de la décoration égyptienne a été utilisée pour créer une association d'image "luxueuse" du tabagisme avec les trésors de l'Égypte ancienne .
En 1960-1962, les bâtiments de Camden Arcadia ont été convertis en bureaux. Le bâtiment a été rénové et dépouillé de toute sa décoration égyptienne, désormais démodée, afin de lui donner une apparence plus simple et plus moderniste. À cette époque, il a été rebaptisé Greater London House ,.

En 1996, le bâtiment a été acheté par Resolution GLH qui a chargé les architectes Finch Forman de lui redonner sa gloire d'antan. Les restaurateurs ont consulté les conceptions originales et visaient à recréer 80 à 90% des caractéristiques Art déco originales, y compris l'installation de répliques des célèbres statues de chats. Les travaux de restauration ont remporté un Civic Trust Award. 

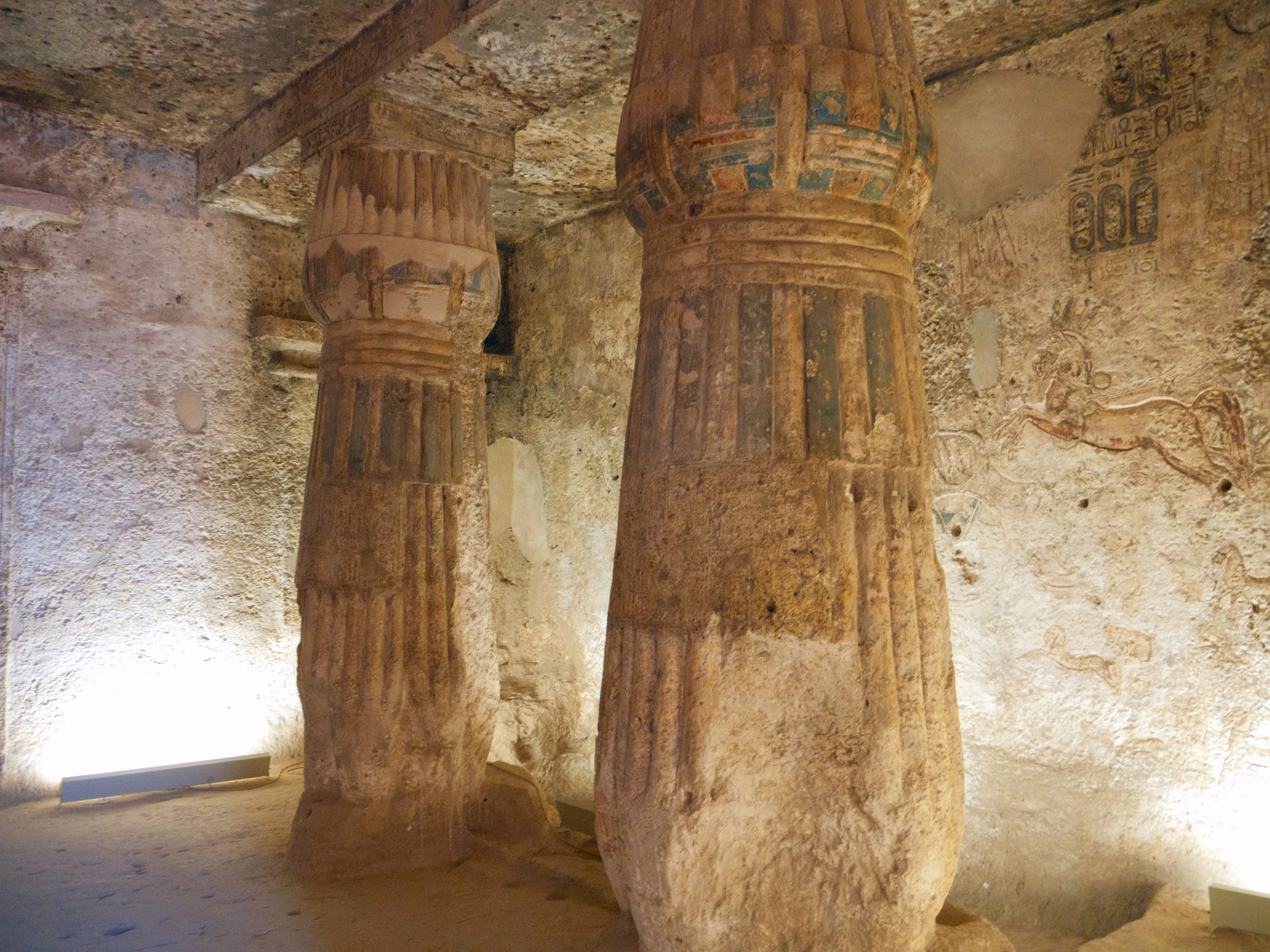
Colonnes au tombeau de Panehesy (vers - 1330 av. J.-C.)
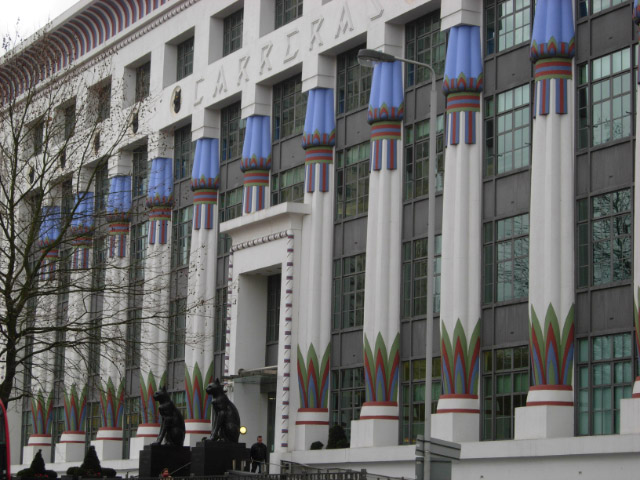
La colonnade égyptienne ornée (restaurée)
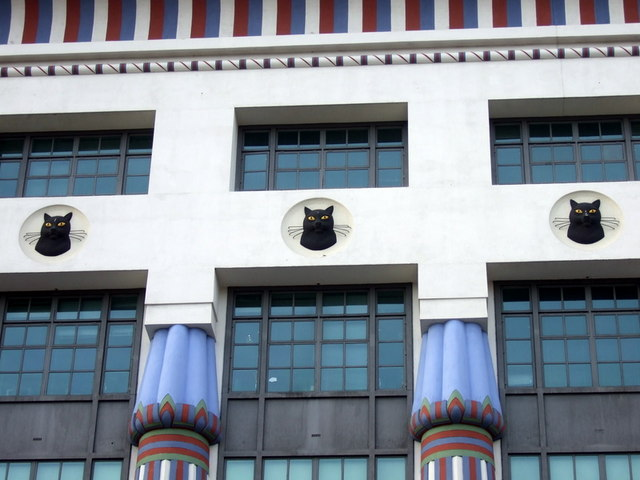
Les motifs de chats sur la façade
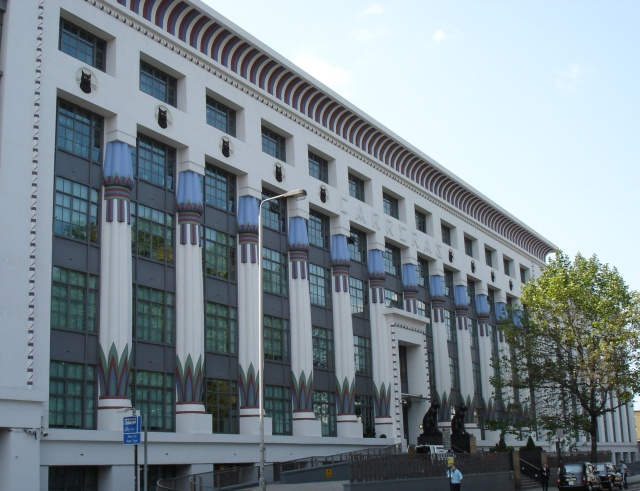
La façade vue du sud
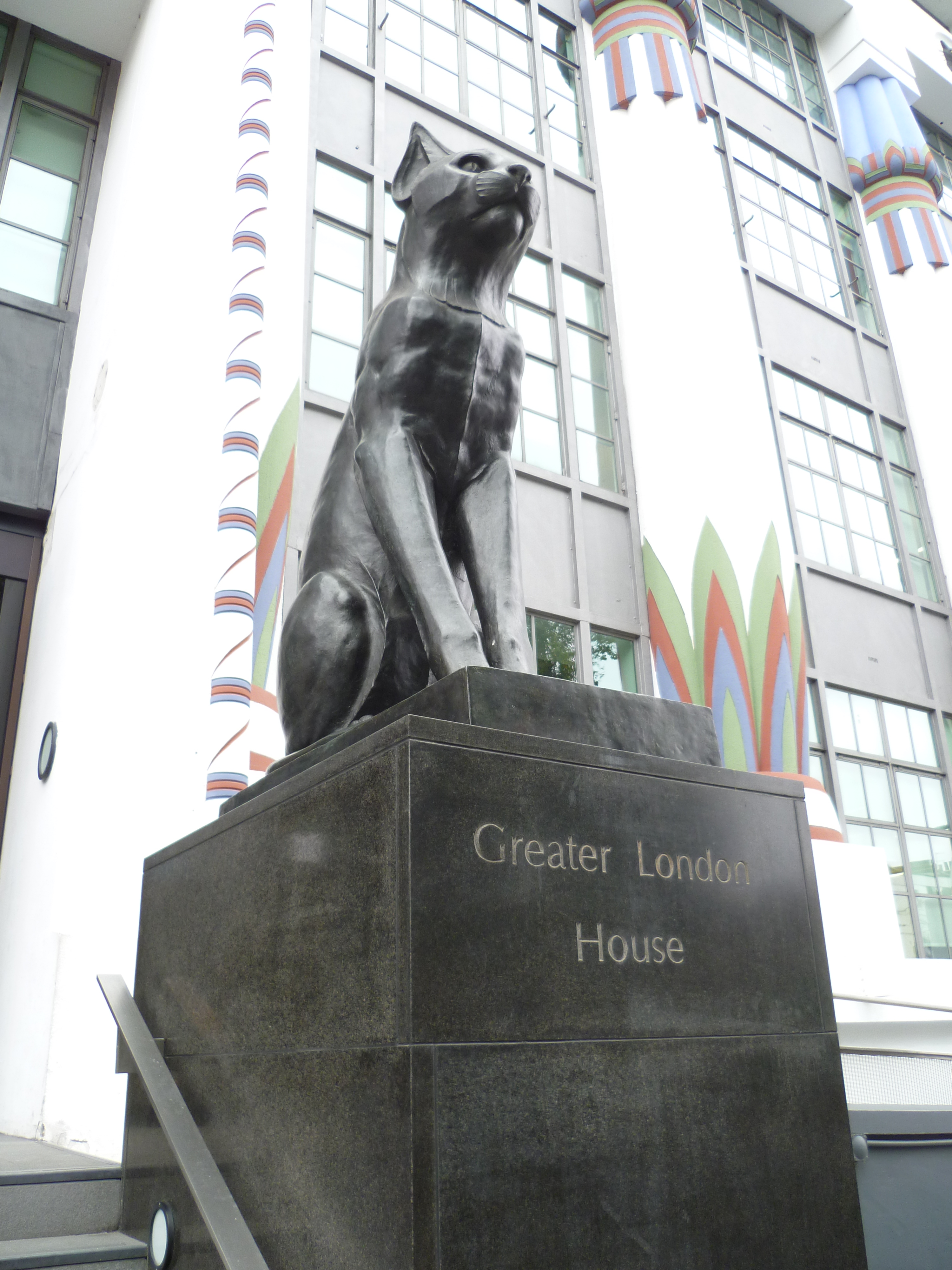
Chat égyptien

## Le bâtiment aujourd'hui
Le Greater London House abrite aujourd'hui des bureaux pour la British Heart Foundation, l'agence de publicité Young & Rubicam, ASOS.com, Wunderman, WPP, Revlon, Radley + Co, Swimmingpool.agency et d'autres sociétés. Le siège social britannique de Thomson Holidays a siégé à Greater London House, mais après une restructuration, il a déménagé à Wigmore House à Luton.
Le bâtiment figure dans la série télévisée de la BBC W1A comme les bureaux de Fun Media.

## Voir également
- Liste de l'architecture Art Déco au Royaume-Uni